# Tartumaa
Tartumaa is een van de vijftien provincies van Estland en ligt in het zuidoosten van het land. Ze grenst aan de provincies Põlvamaa, Valgamaa, Viljandimaa en Jõgevamaa. De hoofdstad van de provincie is Tartu. Op 1 januari 2023 telde ze 162.390 inwoners.

## Geografie
Tartumaa ligt tussen de meren van Võrtsjärv en Peipsi. De enige bevaarbare rivier van Estland, de rivier Emajõgi (100 km lang) slingert door de provincie en verbindt beide meren met elkaar. Een derde van de provincie is bedekt met bos, een ander derde is gecultiveerd. Er is veel moerasgebied, met name rond de rivier.

## Gemeenten
De provincie is bestuurlijk onderverdeeld in één stadsgemeente en zeven landgemeenten.
De stadsgemeente is:
- Tartu

De landgemeenten zijn:
- Elva
- Kambja
- Kastre
- Luunja
- Nõo
- Peipsiääre
- Tartu vald

## Foto's

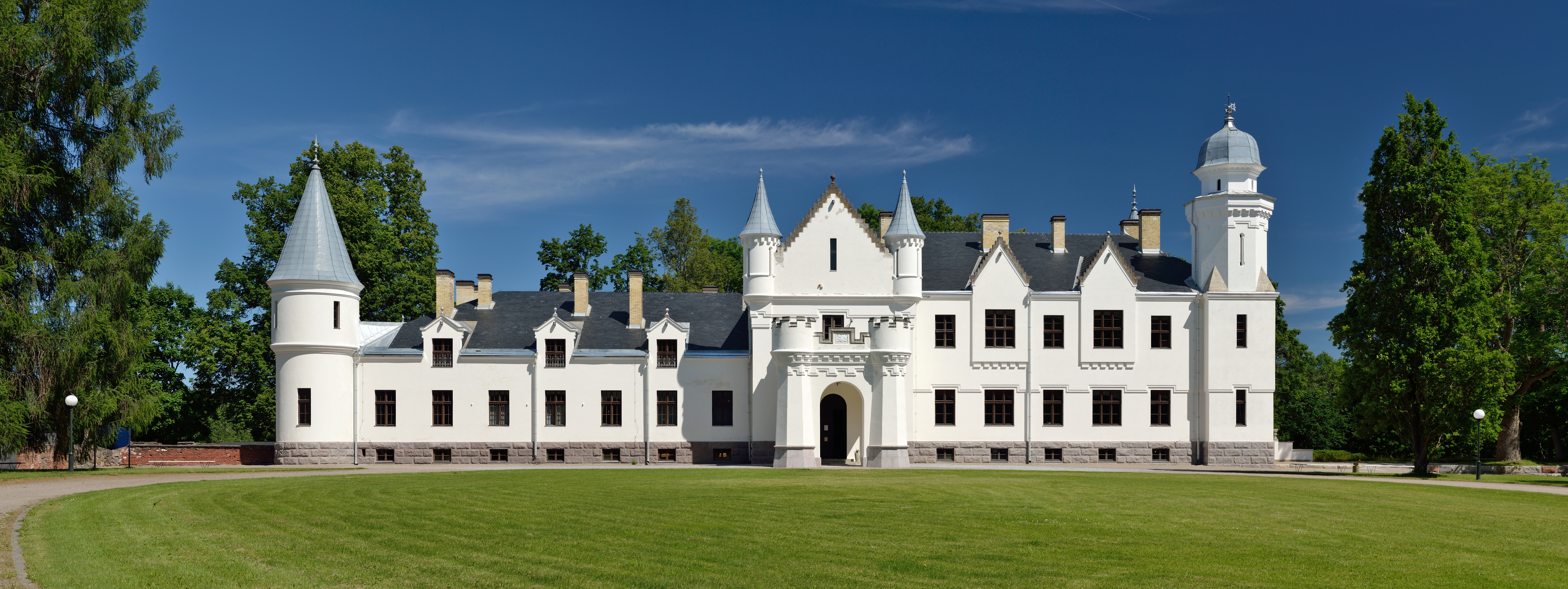
Kasteel Alatskivi
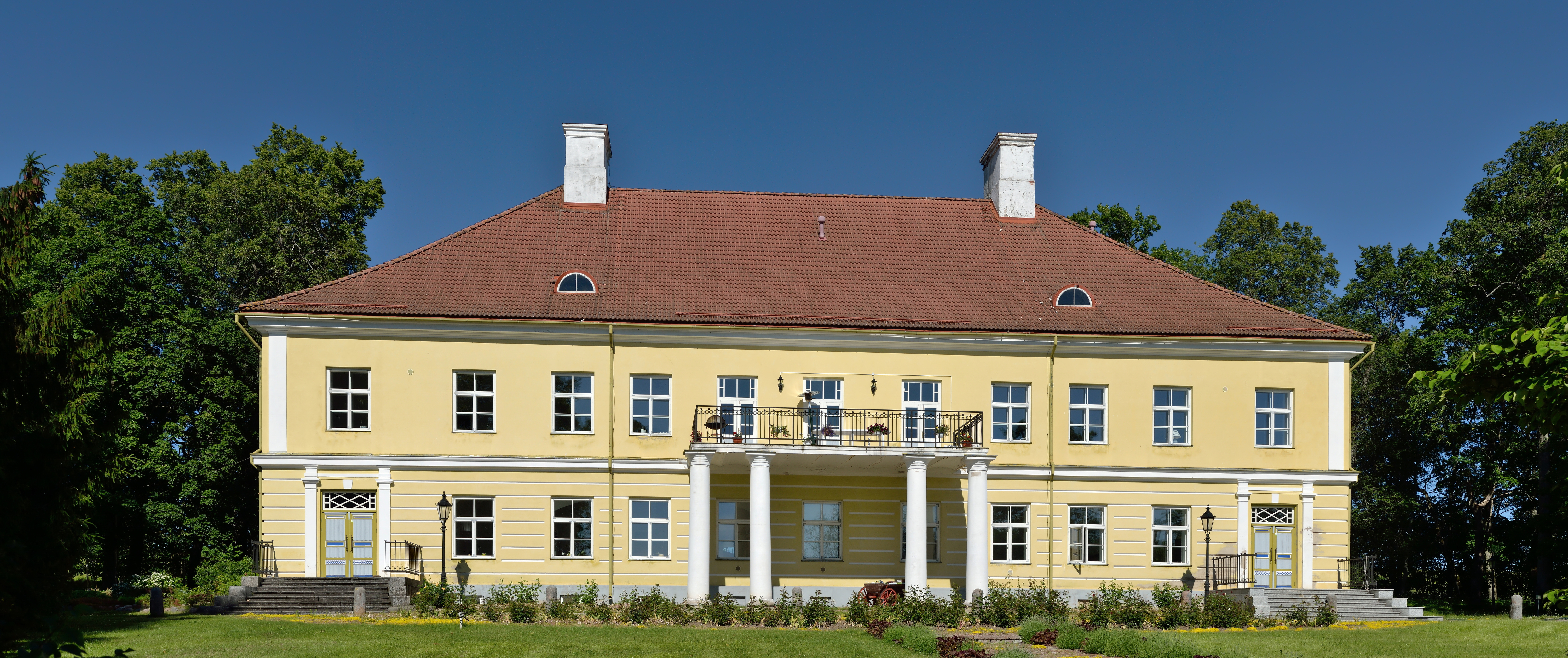
Het landhuis van Saadjärve
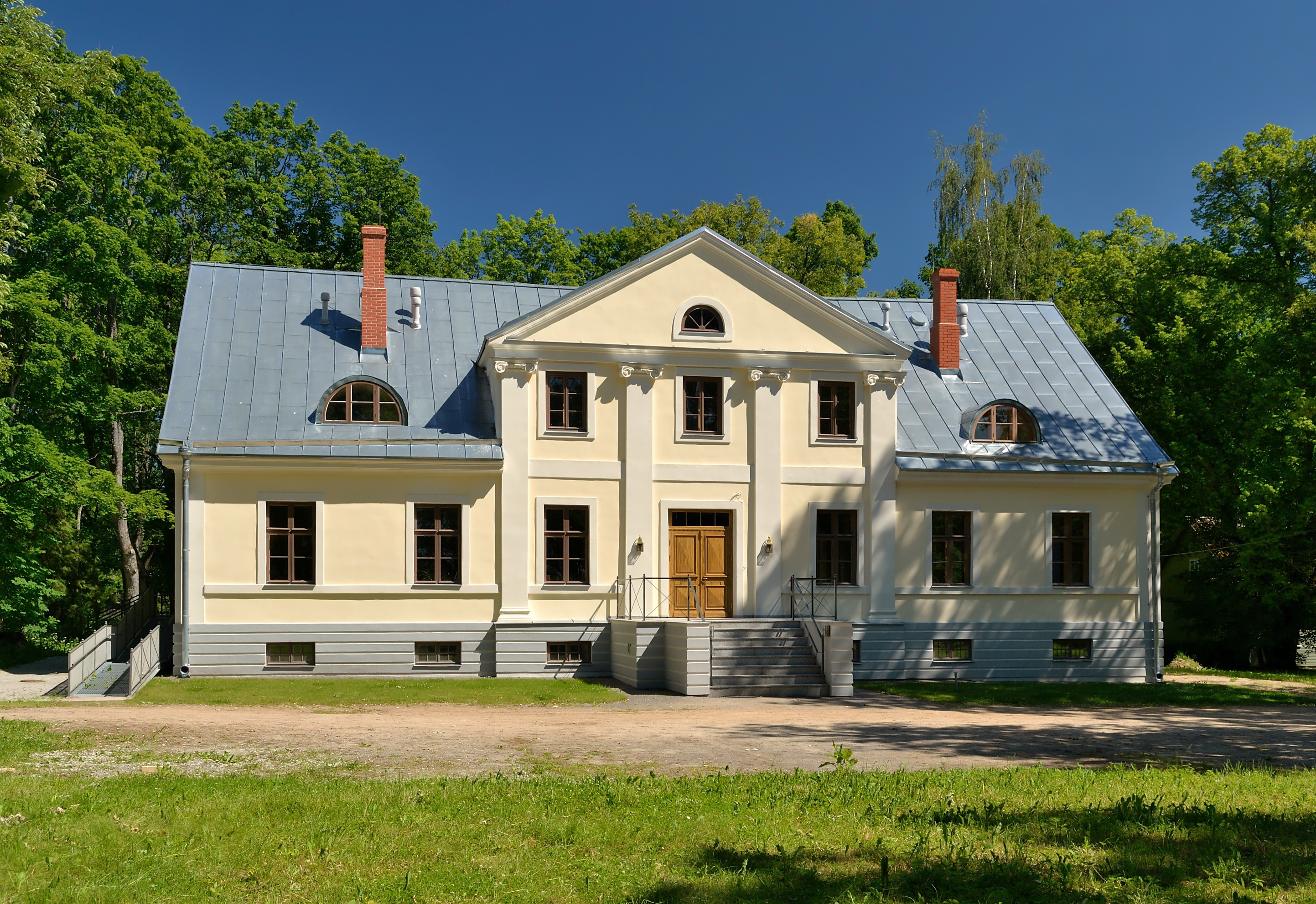
Het landhuis van Tammistu
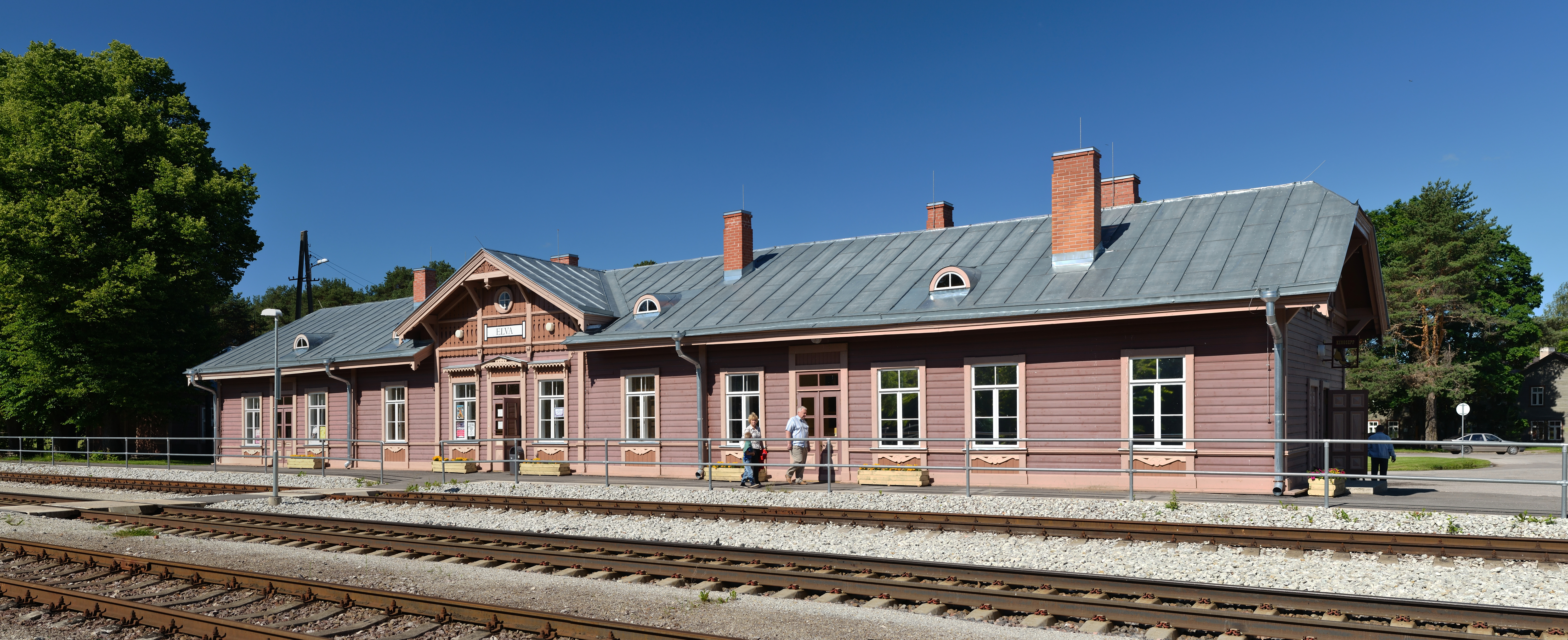
Het station van Elva

Harjumaa · Hiiumaa · Ida-Virumaa · Järvamaa · Jõgevamaa · Läänemaa · Lääne-Virumaa · Pärnumaa · Põlvamaa · Raplamaa · Saaremaa · Tartumaa · Valgamaa · Viljandimaa · Võrumaa